# Джи Вилкс
Евге́ний Жу́ков (род. 25 июля, 1974; Москва, РСФСР, СССР), более известный под сценическим псевдонимом Джи Вилкс aka G-Wylx — российский рэп-исполнитель, автор песен. Основатель и бессменный участник культовой музыкальной группы Big Black Boots.

## Биография
Родился 25 июля 1974 года в Москве.
В 1996 году основал группу Big Black Boots, в ней же и стал как одним из основных участников. Принимал участие в качестве жюри на различных музыкальных конкурсах, таких как: Rap Music с 2000-го по 2014 год, на Кофемолка в 2008 году, на Битве за Респект  в этом же 2008 году, а также на Битве за Респект-2, в 2009 году. По мимо участия в жюри, много выступал на крупных концертах и мероприятиях, таких как: фестиваль «Наши Люди» в 2003 году, на «Adidas Streetball Challenge» с 2000-го по 2003-й год, на «Nike Battlegrounds» в 2004-м году, на День города (2000-2007, 2011), на фестивале «Splash!» в 2008 году.

### Критика
В рецензии на альбом «Детектор Лжи», который был выпущен в 2014 году, редактор сайта Rap.ru Дмитрий Смирнов сказал, что Джи Вилкс не спеша и с хорошим настроением прошёл все примечательные этапы русского рэпа. Лаконичный дневник заметок за последние несколько лет не претендует на джиниальность, но и не повседневен как рекламный джингл от исполнителя.

### Чарты и ротации
6 марта 2014 года видеоклип на песню «Читай» группы Ek-Playaz при участии Джи Вилкса попал в топ-10 раздела «Все Свои».

### Интервью
- 2009 — «Хип-Хоп в России: от 1-го Лица: Джи Вилкс (Big Black Boots)» (февраль 2009 года) (режиссёр: Александр Рыжков)[8]

## Дискография

### В составе Big Black Boots
- 1998 — Попса махровая. Маз никаких
- 2001 — Новая музыка
- 2003 — Время вперёд!
- 2004 — Big Black BootIQ. Box 1 (mixtape)
- 2006 — Взрослый хип-хоп
- 2021 — В пустоту

### Сольные альбомы
- 2008 — Джизнь[9]
- 2009 — БиолоДжи[10]
- 2010 — 3G[11]
- 2011 — Джир[12][13]
- 2012 — Джесть (EP)[14][15]
- 2014 — Детектор Джи[16]
- 2015 — Джисповедь[17]
- 2017 — Оу Джи[7]
- 2018 — From Russia With West (collab-album)[18][19]
- 2020 — Настал G[20]
- 2024 — Операция "Джы"[21]